# São Miguel (sziget)

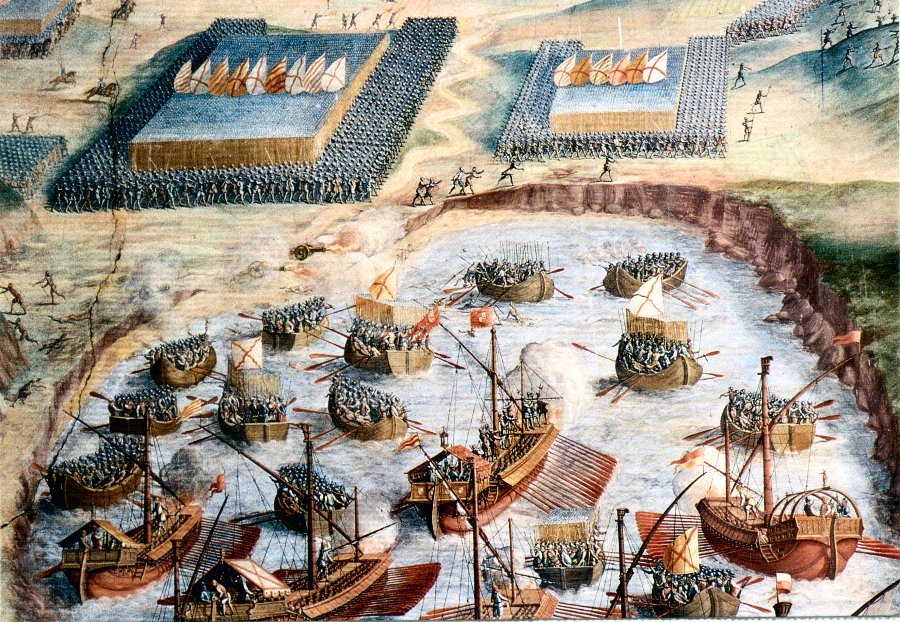
A spanyol tercio partraszállása Terceiránál, az 1580-as portugál örökösödési háborúban

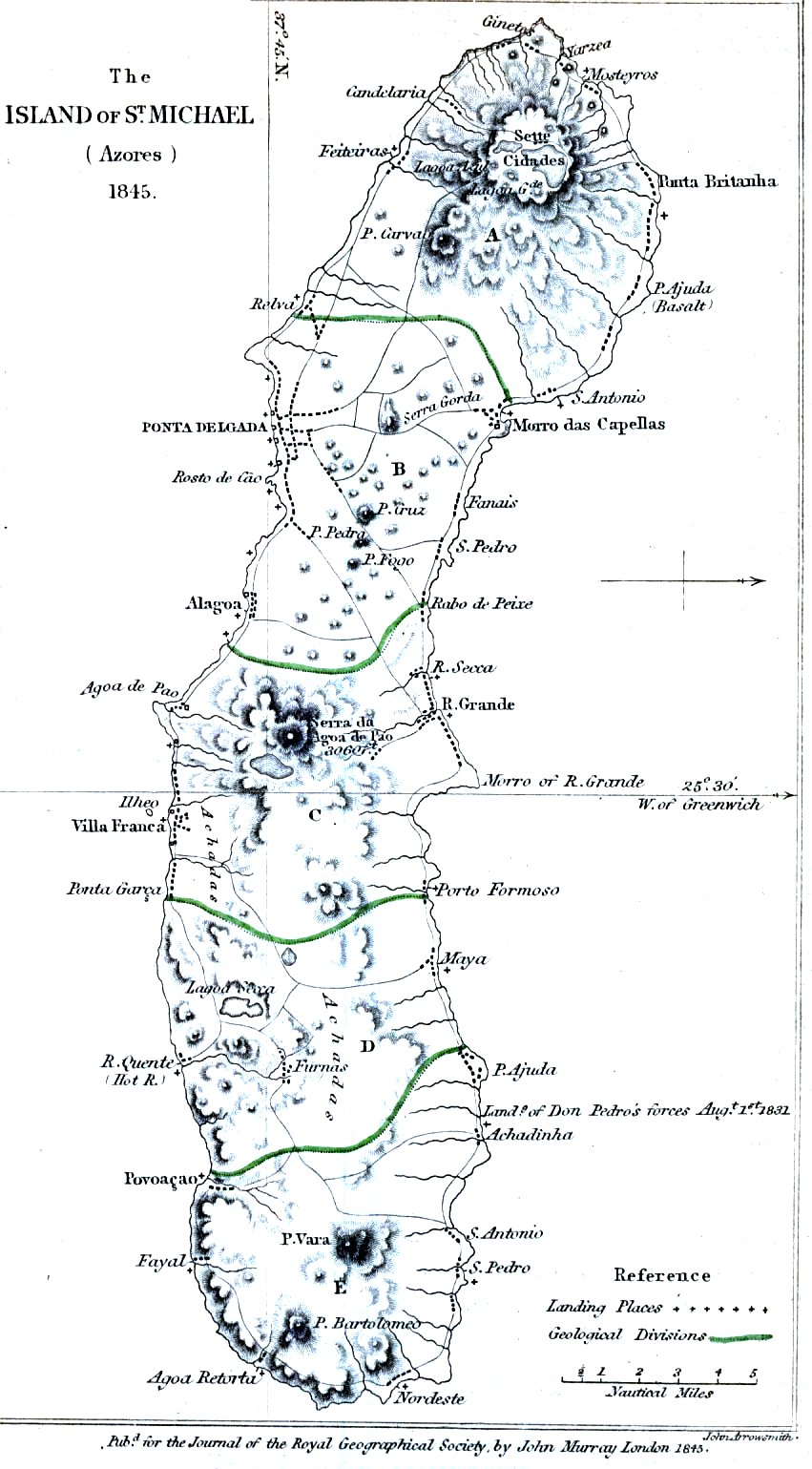
Egy 1845-ös metszet São Miguel szigetéről (a kép csúcsa nyugat felé néz)

São Miguel (magyarul: Szent Mihály szigete) a legnagyobb és legnépesebb sziget a portugál Azori-szigeteken. „Zöld szigetként” is szokták nevezni. Területe 760 km², népessége 137 830 fő, amelyből 68 809-en a szigetcsoport legnagyobb városában, Ponta Delgadában élnek.

## Természeti földrajza, földtani felépítése
A sziget egy vulkáni eredetű hegylánc tenger fölé emelkedő része. A MORB típusú vulkanizmus három litoszféralemez határpontján, egy köpenyoszlop fölött alakult ki, és a vulkánok úgy követik egymást, ahogyan az óceáni litoszféralemez a forró pont felett Afrika felé tolódott. Ennek megfelelően a legidősebbek a keleti part kb. 36 millió éves képződményei; nyugat felé egyre fiatalabb vulkánok következnek.
Ennek megfelelően fő természeti nevezetességei a krátertavak:
- a sziget nyugati végében a Lagoa das Sete Cidades, amely valójában két tó: a mélyebb a Kék, a sekélyebb pedig a Zöld tó;
- a sziget középső részén alakult ki a Lagoa do Fogo, azaz Tűz-tó.

Mosteiros tengerpartján a nevezetes fekete homok a vulkáni kőzetek málladéka.
A sziget keleti részén, Furnasban az utóvulkáni tevékenységek miatt sok a gejzír és a termálfürdő — utóbbiak közül legnagyobb a kráter közepén kialakított Terra Nostra Garden.
A hegylánc-jellegnek megfelelően kolbász alakú sziget hossza 62 km, legnagyobb szélessége 16 km.
A fő látnivalók a természetvédelmi területek; közülük legjelentősebb a Terra Nostra Park.